# 타인의 돈
타인의 돈(Other People's Money)은 미국에서 제작된 노만 주이슨 감독의 1991년 코미디, 드라마, 멜로/로맨스 영화이다. 그레고리 펙 등이 주연으로 출연하였고 노만 주이슨 등이 제작에 참여하였다. 개봉명은 남의 돈이다.

## 출연

### 주연
- 그레고리 펙
- 대니 드비토
- 페네로프 앤 밀러

### 조연
- 파이퍼 로리
- 딘 존스
- R.D. 콜
- 모 개프니
- 베트 헨리츠
- 톰 앨드리지

## 제작진
- 협력프로듀서: 사라 밀러 헤이워드
- 미술: 필립 로젠버그
- 의상: 데오니 V. 알드리지
- 배역: 하워드 퓨어